# Franck
Franck ist ein insbesondere französischer männlicher Vorname sowie ein Familienname. Im deutschsprachigen Raum tritt Franck als eine Variante von Frank auf; weitere Angaben zum Familiennamen siehe hier.

## Verbreitung
In Deutschland befindet sich der Name mindestens seit 2008 immer wieder in den Hitlisten. Von 2010 bis 2023 wurde er etwa 50 Mal vergeben. Der Name Franck kommt in der Schweiz seit Anfang der 1930er vor, von Mitte der 1950er bis Ende der 2000er Jahre wurde er alljährlich bei der Namenswahl berücksichtigt. Er wurde von 2010 bis 2023 circa 720 Mal gewählt.
Der Name lag in Frankreich von 1900 bis 2007 stets in den Top-500. Von 1900 bis Anfang der 1960er Jahre stieg seine Popularität stetig an. Zwischen 1964 und 1978 befand er sich in den Top-20. Danach ließ seine Beliebtheit bis zur Jahrtausendwende nach, seitdem ist er nur noch ein geläufiger Name. Von 1930 bis 2023 wurden rund 177.000 Jungen so genannt. Franck kam in Belgien von 1995 bis nach der Jahrtausendwende regelmäßig in der Namensgebung vor, danach wurde er nur noch sporadisch gewählt. In den Niederlanden wird der Name seit 1930 fast jährlich vergeben, jedoch in einem geringen Umfang.
In den skandinavischen Ländern Dänemark, Norwegen und Schweden ist der Name eher unbedeutend. In den USA ist der Name seit Anfang der 1970er Jahre hin und wieder in den Hitlisten anzutreffen. Der Name wird in Kanada seit den 1980er Jahren fast jedes Jahr vergeben, er gilt aber als mäßig beliebt. Seine Vergabe ist auch in Polen, England, Schottland und Nordirland nachgewiesen.

## Namensträger

### Vorname
- Franck Adisson (* 1969), französischer Kanute
- Franck Allisio (* 1980), französischer Politiker
- Franck Amsallem (* 1961), französischer Jazz-Pianist und Komponist
- Franck Apprederis (* 1940), französischer Drehbuchautor und Filmregisseur
- Franck Avitabile (* 1971), französischer Jazz-Pianist
- Franck Azzopardi (* 1970), französischer Fußballspieler und -trainer
- Franck Badiou (* 1967), französischer Sportschütze und Biathlontrainer
- Franck Barthe, französischer Mathematiker
- Franck Biancheri (1961–2012), französischer Politiker
- Franck Bouyer (* 1974), französischer Radrennfahrer
- Franck Esposito (* 1971), französischer Schwimmer
- Franck Fisseux (* 1985), französischer Bogenschütze
- Franck Goddio (* 1947), französischer Unterwasser-Archäologe
- Franck Guéi (1967–2013), ivorischer Politiker
- Franck Junillon (* 1978), französischer Handballspieler
- Franck Jurietti (* 1975), französischer Fußballspieler
- Franck Kangundu (1953–2005), kongolesischer Journalist
- Franck Kessié (* 1996), ivorischer Fußballspieler
- Franck Lucchesi (* 1963), französischer Fußballspieler
- Franck Montagny (* 1978), französischer Formel-1-Rennfahrer
- Franck Piccard (* 1964), französischer Skisportler
- Franck Ribéry (* 1983), französischer Fußballspieler
- Franck Tanasi (* 1959), französischer Fußballspieler und -trainer
- Franck Tortiller (* 1963), französischer Vibraphonist und Komponist

### A
- Adolf Theodor Franck (1841–1929), deutscher Landschafts- und Genremaler
- Adolphe Franck (1809–1893), französischer Jurist und Philosoph
- Alain Franck (1927–2014), französischer Autor und Regisseur
- Albert Friedrich Franck (1810–1896), deutscher Buchhändler in Paris
- Albert Heinrich Rudolf Franck (1863–1922), deutscher Landwirt, Gründer der Ungarisch-Deutschen Landwirtschafts-AG
- Alfred von Franck (1808–1884), österreichischer Maler
- Alfred Franck (1878–1963), deutscher Jurist und Landrat
- Allan Franck (1888–1963), finnischer Segler
- Andy B. Franck (* 1971), deutscher Sänger
- Anton Franck (Trompeter) (vor 1652–1696), Trompeter
- Anton Franck (Sänger) (1865–1922), deutscher Opernsänger (Bariton)
- Arthur Franck (* 1980), finnischer Filmregisseur und Produzent
- August Franck (1902–1988), deutscher Volksmusiker und Dirigent

### B
- Bernd Franck (1916–2009), deutscher Architekt
- Bernhard Matthias Franck (1667–1701), deutscher Arzt und Hochschullehrer
- Burchard Franck (1926–2017), deutscher Chemiker und Hochschullehrer

### C
- Carl Franck (Unternehmer) (1799–1886), deutscher Unternehmer und Investor
- Carl Franck (Architekt) (Carl Franck-Meinzolt; 1885–1937), deutscher Architekt
- Carl-Johan Franck (1922–2014), schwedischer Fußballspieler
- Carl Ludwig Franck (1904–1985), deutsch-britischer Ingenieur und Architekt
- Carole Franck, französische Schauspielerin
- César Franck (1822–1890), belgisch-französischer Komponist und Musiker
- Christoph Franck (1642–1704), deutscher evangelischer Theologe

### D
- Dan Franck (* 1953), französischer Schriftsteller
- Daniel Franck (Maler) (eigentlich Daniel Erbe, auch Daniel Franckh; † 1624), deutscher Kunstmaler, Kirchenpfleger und Baumeister
- Daniel Franck (Snowboarder) (* 1974), norwegischer Snowboarder
- Daniel Franck (Musiker) (* um 1979), schwedischer Jazzmusiker
- David Franck (1682–1756), deutscher Historiker und Prediger
- Didier Franck (* 1947), französischer Philosoph
- Dieter Franck (1909–1980), deutscher Maler

### E
- E. Ulrich Franck (1920–2004), deutscher Chemiker und Hochschullehrer
- Edouard Franck (* 1934), zentralafrikanischer Politiker, Premierminister
- Eduard Franck (1817–1893), deutscher Komponist und Pianist
- Egon Franck (* 1961), deutscher Betriebswirt und Hochschullehrer
- Ernst Franck (Bernt Olivius, E. Vanckenfron; 1878–1970?), deutscher Journalist und Schriftsteller
- Eugen Franck (1832–1893), deutscher Jurist und Politiker

### F
- Fernand Franck (* 1934), luxemburgischer Geistlicher, Erzbischof von Luxemburg
- Francis Franck (* 1970), französischer Handballspieler
- François Franck (1904–1965), belgischer Eishockeyspieler
- Frans II Francken (der Jüngere; auch Francks, Francken; 1581–1642), flämischer Maler
- Franz Friedrich Franck (1627–1687), deutscher Maler
- Friedrich Franck (Friedrich Frank; 1558–1628), deutscher evangelischer Pfarrer, Superintendent und Gegner der Hexenprozesse

### G
- Georg Franck (Jurist) (1882–1954), deutscher Jurist und Steuerrechtsexperte
- Georg Franck (Architekt) (* 1946), deutscher Architekt, Stadtplaner und Software-Entwickler
- Georg Franck von Franckenau (1644–1704), deutscher Mediziner und Botaniker
- Georg Friedrich Franck von Franckenau (1669–1732), deutscher Mediziner, Jurist und Hochschullehrer
- Gertrud Franck (1905–1996), deutsche Sachbuchautorin und Biogärtnerin
- Gustav von Franck (1807–1860), österreichischer Schriftsteller, Herausgeber und Maler
- Gustav Franck (Fabrikant) (1837–1897), deutscher Fabrikant
- Gustav Franck (Maler) (1859–1923), österreichisch-tschechischer Maler, Grafiker und Kupferstecher

### H
- Hans Franck (um 1495–1526), deutscher Formschneider, siehe Hans Lützelburger
- Hans Franck (Schriftsteller) (1879–1964), deutscher Schriftsteller
- Hans Franck (Architekt) (1915–1983), deutscher Architekt
- Hans-Friedrich Franck (1946–1973), Todesopfer an der innerdeutschen Grenze
- Hans Heinrich Franck (1888–1961), deutscher Chemiker, Technologe und Kammerfunktionär
- Hans Ulrich Franck (1603–1674), deutscher Maler und Radierer
- Heinrich Franck (1805–1878), deutscher Richter und Politiker, siehe Heinrich Frank (Richter)
- Heinrich Franck (Ingenieur) (1852–1922), deutscher Ingenieur und Regierungsbaumeister
- Heinrich Franck (1888–1961), deutscher Chemiker, Technologe und Kammerfunktionär, siehe Hans Heinrich Franck
- Helga Franck (1933–1963), deutsche Schauspielerin
- Henri Franck (1888–1912), französischer Lyriker
- Hermann Franck (Schriftsteller) (1802–1855), deutscher Schriftsteller
- Hermann Franck (Politiker) (1908–1992), deutscher Politiker (SPD)
- Hinrich Franck (* 1956), deutscher Jazzmusiker und Komponist

### J
- Jakob Franck (1811–1884), deutscher Philologe und Schullehrer
- James Franck (1882–1964), deutsch-US-amerikanischer Physiker
- Jens-Uwe Franck (* um 1975), deutscher Rechtswissenschaftler und Hochschullehrer
- Jerry Franck (* 1986), luxemburgischer Kameramann und Filmproduzent
- Joachim Franck (1941–2008), deutscher Politiker (SPD)
- Johan Franck (1590–1661), schwedischer Arzt und Botaniker
- Johann Franck (1618–1677), deutscher Jurist und Kirchenliederdichter
- Johann Georg Franck (1669–1747), deutscher Theologe und Pfarrer
- Johann Heinrich Franck (1792–1867), deutscher Unternehmer
- Johann Ludwig Franck (1834–1884), deutscher Veterinär, siehe Ludwig Franck (Tiermediziner)
- Johann Wolfgang Franck (1644–1710), deutscher Komponist
- Johnny Franck (* 1990), US-amerikanischer Rock-Sänger, Gitarrist und Musikproduzent
- Joseph Franck (1825–1891), belgisch-französischer Organist, Pianist, Violinist und Komponist
- Juan Francisco Franck (* 1973), argentinischer Philosoph
- Julia Franck (* 1970), deutsche Schriftstellerin
- Julius Franck (1871–1945), deutscher Unternehmer

### K
- Kaj Franck (1911–1989), finnischer Designer
- Karl von Franck (1806–1867), österreichischer General und Politiker
- Karl Franck-Oberaspach (1872–??), deutscher Kunsthistoriker
- Karl Heinrich Franck (1849–1926), österreichischer Industrieller
- Katharina Franck (* 1963), deutsche Sängerin und Musikerin
- Käthe Franck-Witt (1872–1916), deutsche Schauspielerin

### L
- Lilian Franck (* 1971), deutsche Regisseurin
- Louis Franck (Politiker, Oktober 1868) (1868–1951), deutscher Politiker
- Louis Franck (Politiker, November 1868) (Ludovicus Maria Franciscus Franck; 1868–1937), belgischer Jurist und Politiker
- Louis Franck (Wirtschaftswissenschaftler) (1906–1991), französischer Wirtschaftswissenschaftler und Politiker
- Louis Franck (Eishockeyspieler) (auch Ludovic Franck; 1907–1988), belgischer Eishockeyspieler und Segler
- Ludwig Franck (Mediziner) (Johann Ludwig Franck; 1834–1884), deutscher Tierarzt und Hochschullehrer
- Ludwig Franck (Schriftsteller) (Pseudonym Ludwig Franck-Mickler; 1882–1973), deutscher Germanist, Hochschullehrer und Schriftsteller
- Lutz Franck (* 1925), deutscher Karnevalist und Bänkelsänger

### M
- Margarete Franck-Severin (1904–1981), deutsche Schriftstellerin
- Marion Treupel-Franck (* 1969), deutsche Flötistin und Musikpädagogin
- Martine Franck (1938–2012), belgische Fotografin
- Maurice Franck (1897–1983), französischer Komponist und Musikpädagoge
- Melchior Franck (~1580–1639), deutscher Komponist
- Michael Franck (1609–1667), deutscher Kirchenlieddichter
- Michael Erich Franck (1691–1721), deutscher Schriftsteller
- Mikko Franck (* 1979), finnischer Dirigent
- Moritz von Franck (1814–1895), österreichischer Politiker

### O
- Oliver Franck (* 1975), deutscher Schauspieler
- Otto Franck (1895–1943), deutscher Slawist (im jugoslawischen Exil von der Gestapo ermordet)
- Otto Heinrich Franck (1893–1971), deutscher Unternehmer, Manager, Generalkonsul und Verbandsfunktionär
- Otto Hermann von Pfeilitzer-Franck (1788–1844), russischer Offizier baltendeutscher Abstammung
- Oya Atalay Franck (* 1968), Schweizer Architektin und Architekturhistorikerin

### P
- Paul Franck (1885–1976), österreichischer Schriftsteller und Drehbuchautor, siehe Paul Frank (Drehbuchautor)
- Paul Franck (Künstler) (1918–1989), belgischer Maler und Bildhauer schweizerischer Herkunft
- Paulus Franck, deutscher Schreib- und Rechenmeister
- Peter Franck (Buchbinder) (1883–1976), deutsch-US-amerikanischer Buchbinder und Unternehmensgründer
- Peter Franck (Fotograf) (* 1964), deutscher Fotograf und Maler
- Philipp Franck (Maler, um 1780) (um 1780–1848), deutscher Maler
- Philipp Franck (Maler, 1860) (1860–1944), deutscher Maler
- Philipp Franck (Schauspieler) (* 2001), deutscher Schauspieler

### R
- Richard Franck (Komponist) (1858–1938), deutscher Komponist und Pianist
- Richard Franck (Industrieller) (1871–1931), deutscher Unternehmer
- Richard Franck (Jurist) (1892–1952), deutscher Jurist
- Robert Franck (1857–1939), deutscher Unternehmer
- Rolf Franck (1911–1993), deutscher Unternehmer
- Rudi Franck (1912–1988), deutscher Lebensmittelchemiker
- Rudolf Franck (1884–nach 1931), deutscher Arzt und Fachpublizist

### S
- Salomon Franck (1659–1725), deutscher Jurist und Dichter
- Samuel Franck († 1679), deutscher Kirchenmusiker
- Sebastian Franck (1499–1542), deutscher Chronist, Publizist und Schriftsteller
- Sebastian Franck (1573–1574), flämischer Maler, siehe Sebastian Vrancx
- Sebastian Franck (Kirchenlieddichter) (1606–1668), deutscher Pfarrer und Kirchenlieddichter
- Siegfried Franck (1952–2011), deutscher Geophysiker
- Simon Franck (um 1500–1546/1547), deutscher Maler
- Sven Franck (* 1976), französisch-deutscher Politiker (Volt)

### T
- Theodor Franck (1832–1899), deutscher Zigarren- und Süßwarenfabrikant
- Thomas Franck (Fußballspieler) (* 1971), deutscher Fußballspieler
- Thomas M. Franck (1931–2009), US-amerikanischer Jurist
- Tomas Franck (* 1958), schwedischer Saxophonist
- Tony Franck (1827–1875), deutsche Pianistin
- Ty Franck (* 1968), US-amerikanischer Game Designer und Science-Fiction-Autor

### U
- Ulrich Franck (Chemiker) (1915–1996), deutscher Chemiker, Biophysiker und Hochschullehrer
- Ulrich Franck (Musiker) (* 1963), deutscher Kontrabassist

### V
- Valentin Franck von Franckenstein (1643–1697), siebenbürgischer Politiker und Schriftsteller

### W
- Walter Franck (1896–1961), deutscher Schauspieler
- Werner Franck (1904–nach 1968), deutscher Journalist
- Wilhelm Franck (Unternehmer) (1800–1873), deutscher Unternehmer und Firmengründer
- Wilhelm Franck (Archivar) (1820–1885), deutscher Archivar und Historiker
- Wolf Franck (1902–1966), deutschamerikanischer Journalist
- Wolfgang Franck (1602–1658), deutscher Jurist